# برت براون
برت براون (انگلیسی: Brett Brown؛ زادهٔ ۱۶ فوریهٔ ۱۹۶۱) یک مربی بسکتبال اهل ایالات متحده آمریکا است.
از باشگاه‌هایی که در آن مربی‌گری کرده‌است می‌توان به فیلادلفیا سونتی‌سیکسرز اشاره کرد.